# 格-威氏片段汇编假说
格-威氏片段汇编假说，是关于圣经旧约部分有关《摩西五书》的成书历史与解释的一种理论，由19世纪的两位德国学者通过古典修辞学的技术分析方法做出。本假说，虽然一直有人提出质疑和修订，但迄今尚无更加合理而有说服力的替代理论；因此学界引为通说，并以其姓氏命名，称作“格-威氏片断汇编假说”
认为《摩西五书》并非摩西所作，而是不同历史阶段多位作者的片段前后汇编而来。通过古典修辞学的技术分析，即按其词汇语法特征、文体风格、故事情节和思想内容，可以大致划出四个不同时期、不同渊源的文本传统，分别以四个字母表示：J、E、D、P。